# 예수 운동
예수 운동 ( - 運動, 영어: Jesus movement)은 반체제적인 히피 안에 나타난 기독교의 주요 요소, 혹은, 기독교회 안에서의 히피적인 요소이다. 참가자는 지저스 피플, 지저스 프릭으로 불렸다.
1960년대 후반부터, 1970년대 전반에 아메리카 합중국 서해안에서 일어나, 북아메리카와 유럽으로 확대했다.
1980년대에는 활동이 없어져 갔지만, 예수 운동이 준 영향은 현재도 교회, 교파에 남아 있다. 이 운동은 특히 현대 기독교 음악에 영향을 주었다.
예수 운동의 워십 예배는 워십 뮤직의 발전에 기여했다.